# Stipa nardoides
Stipa nardoides là một loài thực vật có hoa trong họ Hòa thảo. Loài này được (Phil.) Hack. ex Hitchc. miêu tả khoa học đầu tiên năm 1925.